# Okahandja (Wahlkreis)
Okahandja ist ein Wahlkreis in der namibischen Region Otjozondjupa. Er umfasst die Stadt Okahandja, nach der er benannt ist. Auf einer Fläche von 5857 Quadratkilometern leben rund 46.000 Einwohner (Stand 2023).

## Wahlen
| Wahl | Name               | Partei | Stimmenanteil |
| ---- | ------------------ | ------ | ------------- |
| 1992 |                    |        |               |
| 1998 | Theofelus Eiseb    | SWAPO  | 71,2 %        |
| 2004 | Theofelus Eiseb    | SWAPO  | 59,5 %        |
| 2010 | Steve Booys        | SWAPO  | 70,7 %        |
| 2015 | Steve Booys        | SWAPO  | 72,2 %        |
| 2020 | Bethuel Tjaveondja | SWAPO  | 47,2 %        |